# Tulak

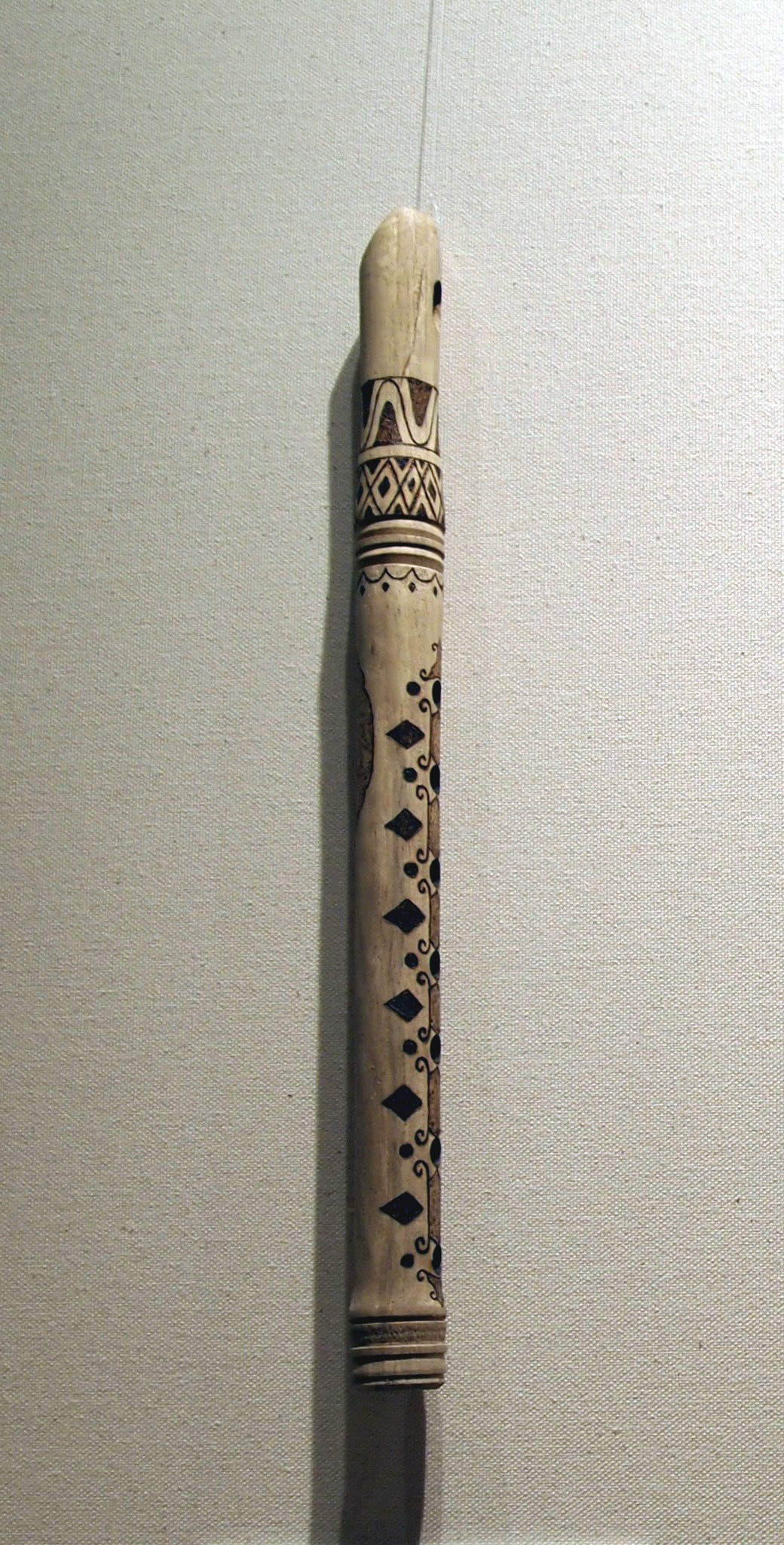
Aserbaidschanische tutek im Musée d'art et d'histoire de Cognac, Frankreich

Tulak, auch tula, tutak, tutek und tutik, tutiq, sind regionale allgemeine Bezeichnungen für verschiedene längs- und quer gespielte Flöten, die im südlichen Zentralasien vorkommen und gelegentlich mit dem aus dem Persischen stammenden Wort nāy gleichgesetzt werden. Am häufigsten stehen tulak oder tula eingrenzend für eine kurze Schnabelflöte im Unterschied zur langen offenen Längsflöte nāy. Die tulak wird unter anderem in der tadschikischen Musik der zu Tadschikistan gehörenden Region Berg-Badachschan und in der afghanischen Nordostprovinz Badachschan verwendet. Dort unterscheidet sie sich von der ebenfalls in Nordafghanistan und in der Musik Turkmenistans gespielten langen offenen Längsflöte tüidük. In Aserbaidschan heißt die Kernspaltflöte tutak.

## Herkunft und Verbreitung
Die ältesten Flöten waren Knochenflöten, die meist über einen Kernspalt angeblasen wurden. Für Sibirien sind solche Knochenflöten aus der Jungsteinzeit im Gebiet des Baikalsees nachgewiesen. Zur dortigen Kitoi-Kultur (2500–1500 v. Chr.) gehörten auch durch Gravuren verzierte Röhrenknochen, die zu Panflöten gebündelt waren. Aus einem Frauengrab bei Samarqand stammt der Fund einer bronzezeitlichen Knochenflöte (2. Jahrtausend v. Chr.). Soweit reicht die Kenntnis über die Musik in Sogdien, im südlichen Zentralasien, zurück. Seit der Mitte des 1. Jahrtausends tauchen in Baktrien und Sogdien zahlreiche kultisch verwendete Terrakottastatuen auf, die Fruchtbarkeitsgöttinnen, Priester und Musikanten zeigen. Den Statuetten nach zu urteilen, spielten in Sogdien während der Kuschanazeit (2. und 3. Jahrhundert n. Chr.) ausschließlich Frauen Längsflöten, während beide Geschlechter Querflöten bliesen. In Afrasiab nahe Samarqand wurden mehrere bruchstückhaft erhaltene Statuetten musizierender Frauen aus der Mitte des 1. Jahrtausends n. Chr. ausgegraben. Die aufrecht stehenden Musikerinnen, die in lange Mäntel und Pluderhosen gekleidet sind, umgreifen mit beiden Händen ein langes dünnes Blasinstrument, das sie vor dem Oberkörper senkrecht nach unten halten. Im Verhältnis zur Größe der Figuren müsste das leicht konische Blasinstrument etwa 80 Zentimeter lang und verglichen mit anderen Fundobjekten eine randgeblasene Flöte gewesen sein, deren Form der heutigen tüidük entsprach. In das 7. bis 9. Jahrhundert datiert das Bruchstück einer Knochenlängsflöte aus Bundschikat, von der nicht klar ist, ob es eine randgeblasene Flöte oder eine mit Kernspalt war. Eine seltene und schlecht erhaltene Rohrflöte derselben Zeit aus der nahegelegenen Palastfestung Tschilchudschra besitzt drei erkennbare Fingerlöcher.
Die arabische Bezeichnung für eine längsgeblasene Flöte in frühislamischer Zeit lautete qasāba (qussāba), sie kommt noch in Nordafrika im Namen der Rohrquerflöte gasba vor. Ansonsten wird heute die Flöte mit dem persischen Wort nāy bezeichnet. In der Türkei wird die ney der religiösen Musik und Kunstmusik von den kaval genannten Schäferflöten unterschieden. Der osmanische Schriftsteller Evliya Çelebi (1611–1683) schreibt die Erfindung einer mahtar dūdūk genannten Flöte dem Gelehrten Nasir ad-Din at-Tusi (1201–1274) zu, der das Werk ʿIlm al-mūsīqī („Wissenschaft der Musik“) verfasste. Eine mizmār duduyī war laut Çelebi eine alte Panflöte, die zu seiner Zeit unter den Osmanen nicht mehr in Gebrauch war. Als qabā dūduk listet er eine große hölzerne Blockflöte, deren Namen auf Turkmenisch tūtik und auf Persisch tūtak laute. Çelebi nennt weitere osmanische Namen für „Blockflöte oder Flageolett“: die im 13. Jahrhundert erfundene mihtar duduyī und die chāghirtma dūduk („schreiende Flöte“, aus einem Vogelknochen), die ʿArabī dūduk („arabische Blockflöte“) und die dillī dūduk, ein aus zwei Spielröhren bestehendes Einfachrohrblattinstrument der Schäfer.
Duduk ist nach Laurence Picken ein lautmalerisches Wort, das abgewandelt in mehreren Sprachen Osteuropas und Westasiens vorkommt und wie das türkische düdük Blasinstrumente allgemein oder eine Vielzahl einzelner Blasinstrumente (Pfeifen, Flöten, Rohrblattinstrumente und Sackpfeifen) bezeichnen kann, unter anderem armenisch tutak, aserbaidschanisch tutak/tutek, tschuwaschisch tutut und georgisch duduki, in Osteuropa ferner duda. Die tutut der Tschuwaschen an der Wolga ist eine aus Birkenrindenstreifen gedrehte Pfeife ohne Fingerlöcher, die Schafhirten blasen. Curt Sachs (1913) leitet Türkisch düdük und Kurdisch tûtik von Persisch tūtak her.

## Bauform und Spielweise
Tutak oder tutek ist eine 24 bis 35 Zentimeter lange hölzerne Schnabelflöte mit sieben Fingerlöchern und einem Daumenloch unten, die in der aserbaidschanischen Volksmusik meist solo von (Rinder-)Hirten gespielt wird. Sie eignet sich auch für Volkslieder und zur Begleitung von Tänzen in einem Ensemble. Das Spielrohr besteht aus Aprikosenholz, Walnussholz, Maulbeerbaumholz oder Schilfrohr. Sie ist zylindrisch oder leicht konisch – mit dem größeren Durchmesser am oberen Ende. Der Bohrungsdurchmesser beträgt 18 bis 20 Millimeter; früher wurde das Loch nicht gebohrt, sondern ausgebrannt. Ein Exemplar der aserbaidschanischen tutak aus dem 19. Jahrhundert ist 39 Zentimeter lang bei einem maximalen Durchmesser von drei Zentimetern und einem Innendurchmesser von zwei Zentimetern. Eine andere tutak aus dem 19. Jahrhundert hat bei 23 Zentimetern Länge einen Außendurchmesser von 17 und einen Innendurchmesser von 13 Millimetern. Ein verschiebbarer Metallring am oberen Ende ist dazu da, um die Tonhöhe fein einzustellen. Der Tonumfang umfasst eine Oktave bei einer diatonischen Skala. Er reicht von b bis c’ ’. Werden die Fingerlöcher nur teilweise abgedeckt, lassen sich bei ausreichend Übung tiefere Töne und eine chromatische Tonfolge produzieren. Der Klang ist warm und weich, bei starkem Blasdruck auch laut. Die tutek ist ein transponierendes Musikinstrument, sie wird in der Grundtonleiter G-Dur notiert und erklingt einen Halbton tiefer. Die Flöte heißt auf Aserbaidschanisch auch kichik tutak, „kleine Flöte“. Mit der tutak verwandt sind unter anderem die Schnabelflöte salamuri in Ostgeorgien, die sopilka in der Ukraine und die vilepilli in Lettland. Die tutak wird regional auch blul genannt, wie die armenische Flöte ohne Mundstück. Yan-tutak (yan, „Seite“) ist eine 54 bis 60 Zentimeter lange aserbaidschanische Querflöte.
In Nachitschewan wird die aserbaidschanische tutek aus Pflanzenrohr oder Holz übernommen. Die in Nachitschewan für Hirtenweisen und zur Tanzbegleitung eingesetzte Flöte eignet sich für legato vorgetragene Melodien und ebenso für schnelle Tonsprünge. Für den Rhythmus sorgt die Zylindertrommel nagara, für einen tiefen Bordunton der Dudelsack tulum.
Die Tadschiken im afghanischen Teil von Badachschan nennen jede Art von Flöte tula oder gelegentlich nai. Die in dieser Region gespielten Flöten sind mittellange Blockflöten mit fünf oder sechs Fingerlöchern an der Oberseite oder sechs Fingerlöchern, wovon sich eins an der Unterseite befindet. Die Längen von fünf gemessenen Exemplaren betragen zwischen 29,2 und 32,5 Zentimeter. Der Durchmesser des Spielrohrs verjüngt sich leicht nach unten. Eine Besonderheit der badachschanischen Flöten sind eingebrannte Streifenmuster, die ringförmig fast die gesamte Oberfläche bedecken. Beim Einbrennen wird das Flötenrohr an einer Drehbank eingespannt und in schnelle Rotation versetzt. Ein leicht an das Rohr gehaltener Dorn erhitzt durch Reibung das Holz und bewirkt braune Brandrillen. Diese Verzierungstechnik kommt auch bei anderen Gebrauchsgegenständen vor, ist in der Region aber selten, weil Muster ansonsten eingeschnitten werden.
Die tula ist in dieser Form typisch für Badachschan. Sie wird in der Amateurmusik auf dem Land und in den Städten von vielen Leuten gespielt; in den Städten kommt jedoch häufiger eine aus Pakistan importierte Querflöte aus Metall zum Einsatz. Die Musik Badachschans unterscheidet sich von der afghanischen Musik der Nachbarprovinzen. Auf der Basis eines 4 + 3 Metrums, das auch bei den Paschtunen vorkommt, wird eine Melodie mit einem geringen Ambitus in Halbtonschritten ausgeführt, ein in dieser Weise eigenständiger Musikstil. Auf eine Beziehung zur alten Tradition der Turkvölker verweist der Gesangsvortrag des Epos Köroğlu, dessen Held hier Guroğli heißt. Professionelle afghanische Musiker, die in einer vererbten Tradition stehen, spielen Flöten ebenso wenig wie die nur im Norden vorkommende Langhalslaute dambura oder die Maultrommel tschang, ein typisches Fraueninstrument.
Die Hirtenflöte tutiq (tutak, auch ney chuponi) im tadschikischen Berg-Badachschan besitzt ein auf ähnliche Weise wie die tula hergestelltes Muster und ist zusätzlich mit Streifen aus einem anderen Material umwickelt. Die tutiq wird  aus Aprikosenholz gedrechselt und ist mit durchschnittlich 20 Zentimetern Länge deutlich kleiner als die afghanische Blockflöte. Im Unterschied zu jener einteiligen Flöte wird die tutiq aus zwei Holzstreifen längs zusammengeleimt. Der in Tadschikistan verbreitete Gesangsstil falak kann auch instrumental vorgetragen werden, beispielsweise mit der Langhalslaute tanbūr oder in Badachschan mit der Flöte tutiq.
Südlich von Badachschan, in der Provinz Kapisa (Kohistan), kommt eine 39 Zentimeter lange Blockflöte mit sechs Fingerlöchern und ohne Verzierungen vor. Ihr zylindrisches Rohr aus einem leichten hellen Holz hat einen etwas größeren Durchmesser als die badachschanische Flöte. Ihre Fingerlöcher sind ebenfalls etwas größer.
In der westafghanischen Stadt Herat ist die tulak eine Querflöte aus Messing oder Holz, die in der städtischen Unterhaltungsmusik der Paschtunen häufig zusammen mit der Rahmentrommel daira gespielt wird. Ein großes Rundfunkorchester bestand 1977 unter anderem aus zwei gezupften Lauten (rubab), zwei Langhalslauten (tanbur), Mandoline, spanische Gitarre, Saxophon, Klarinette, tulak, tabla, sitar und dilruba.